# NGC 1438
NGC 1438 ist eine linsenförmige Galaxie vom Hubble-Typ SB0-a im Sternbild Stier auf der Ekliptik. Sie ist schätzungsweise 65 Millionen Lichtjahre von der Milchstraße entfernt. NGC 1438 ist Mitglied des Eridanus-Galaxienhaufens.
Das Objekt wurde am 11. Dezember 1885 vom US-amerikanischen Astronomen Ormond Stone entdeckt.